# Escuela Superior Politécnica de Chimborazo
La Escuela Superior Politécnica de Chimborazo  es una institución ecuatoriana de educación superior, con sede central en la ciudad de Riobamba, Ecuador. Desde 2012 pertenece a la Red Ecuatoriana de Universidades para Investigación y Postgrados.

## Historia
Creada el 18 de abril de 1969. Inicia sus actividades académicas el 2 de mayo de 1972 con las Escuelas de Ingeniería Zootécnica, Nutrición y Dietética e Ingeniería Mecánica. Se inaugura el 3 de abril de 1972.

## Actualidad
Fue acreditada por el Consejo Nacional de Evaluación y Acreditación de la Educación Superior del Ecuador Conea en el año 2022, en la actualidad este organismo ya no clasifica a las universidades ecuatorianas por categorías, mientras que el Consejo Nacional de Educación Superior Conesup en su estudio lo ubicó como la tercera universidad del país con una calificación de sobresaliente[cita requerida]. 

## Programas de Pregrado

### Carreras Modalidad Presencial Matriz Riobamba
- Facultad de Administración de Empresas
  - Licenciatura en Administración de Empresas
  - Licenciatura Financiera
  - Licenciatura en Mercadotecnia
  - Licenciatura en Gestión de Transporte
  - Licenciatura en Contabilidad y Auditoría CPA

- Facultad de Ciencias
  - Ingeniería Química
  - Ingeniería Ambiental
  - Biofísica
  - Bioquímica y Farmacia
  - Física
  - Química
  - Matemática
  - Ingeniería en Estadística

- Facultad de Ciencias Pecuarias
  - Ingeniería Zootécnica
  - Ingeniería Agroindustrial
  - Medicina Veterinaria

- Facultad de Informática y Electrónica
  - Licenciatura en Diseño Gráfico
  - Ingeniería en Telecomunicaciones
  - Ingeniería en Electrónica y Automatización
  - Ingeniería en Software

- Facultad de Mecánica
  - Ingeniería en Mantenimiento Industrial
  - Ingeniería Mecánica
  - Ingeniería Industrial
  - Ingeniería Automotriz

- Facultad de Salud Pública
  - Licenciatura en Promoción y Cuidados de la Salud
  - Licenciatura en Nutrición y Dietética
  - Medicina
  - Licenciatura en Gestión Gastronómica

- Facultad de Recursos Naturales
  - Ingeniería Agronómica
  - Ingeniería Forestal
  - Ingeniería en Recursos Naturales Renovables
  - Licenciatura en Turismo

### Carreras Modalidad Presencial Extensión Morona Santiago (Macas)
- Ingeniería en Industrias Pecuarias
- Ingeniería Zootécnica
- Ingeniería en Sistemas Informáticos
- Ingeniería en Ecoturismo
- Ingeniería en Geologìa Y Minas
- Ingeniería en Biotecnología Ambiental

### Carreras Modalidad Presencial Extensión Norte Amazónica (Pto. Orellana)
- Ingeniería en Biotecnología Ambiental
- Licenciatura en Turismo
- Ingeniería Agronómica
- Ingeniería Zootecnista
- Ingeniería en Técnologias de la Información

### Carreras Modalidad Semipresencial
- Matriz Riobamba
  - Ingeniería. Contabilidad y Auditoría CPA
  - Ingeniería en Gestión de Gobiernos Seccionales
  - Ingeniería Comercial
  - Lic. en Educación Ambiental

- Extensión Morona Santiago
  - Ingeniería en Gestión de Gobiernos Seccionales
  - Lic. en Contabilidad y Auditoría, CPA
  - Lic. en Secretariado Gerencial

- Extensión Norte Amazónica
  - Ingeniería en Gestión de Gobiernos Seccionales
  - Lic. en Contabilidad y Auditoría, CPA
  - Lic. en Secretariado Gerencial
  - Lic. en Ciencias de la Educación

- Centro de Apoyo Ambato
  - Lic. en Contabilidad y Auditoría, CPA
  - Lic. en Secretariado Gerencial
  - Lic. en Ciencias de la Educación

- Centro de Apoyo Puyo
  - Lic. en Contabilidad y Auditoría, CPA
  - Lic. en Secretariado Gerencial
  - Lic. en Ciencias de la Educación

- Centro de Apoyo Tena
  - Lic. en Contabilidad y Auditoría, CPA
  - Lic. en Secretariado Gerencial

## Programas de Posgrado
- Escuela de Posgrado y Educación Continua
  - Diplomado Superior en Proyectos y Transferencia de Tecnologías Version 2
  - Especialización en Desarrollo Local y Regional Version 1
  - Especialización en Economía y Administración Agrícola Version 1
  - Maestría en Producción Animal Version 1
  - Maestría en Diseño Mecánico Version 1
  - Maestría en Planificación, Evaluación y Acreditación de la Educación Superior Version 1
  - Maestría en Nutrición Clínica Version 1
  - Programa de Inglés

- Facultad de Informática y Electrónica
  - Maestría en Informática Aplicada
  - Maestría en Interconectividad de Redes
  - Maestría en Informática Educativa

- Facultad de Ciencias
  - Maestría en Protección Ambiental
  - Maestría en Física

- Facultad de Mecánica
  - Especialización en Gerencia Energética

## Resultados en el Examen de Habilitación Profesional
La Escuela Superior Politécnica de Chimborazo obtuvo en 2024 la tercera mejor tasa de aprobación a escala nacional en el Examen de Habilitación para el Ejercicio Profesional (EHEP) que aplica el Consejo de Aseguramiento de la Calidad de la Educación Superior (CACES). En la convocatoria de noviembre, 195 de los 201 estudiantes evaluados aprobaron la prueba, lo que equivale a una tasa de aprobación de 97,01%. 